# Izdelki Britney Spears
Britney Spears, ameriška pop glasbenica, je sodelovala pri izdelavi in oglaševanju mnogih izdelkov, kot so knjige, DVD-ji, lutke, oblačila (povezana z njenimi turnejami), dišave in drugo.

## Uradno izdani DVD-ji
| Leto | Informacije o DVD-ju | Opombe o DVD-ju |
| ---- | --- | --- |
| 1999 | Time Out with Britney Spears - Datum izida: 29. november 1999 - V prvem tednu od izida sedmi najbolje prodajan DVD v Združenih državah Amerike - 1. DVD Certifikacije: - Združene države Amerike: 3x platinasta - Kanada: Zlata                                                                         | - Videospoti - Trivia igra - Fotografije - Za prizori - Življenjepis (besedilo) |
| 2000 | Live and More! - Datum izida: 21. november 2000 - V prvem tednu od izida četrti najbolje prodajan DVD v Združenih državah Amerike - 1. DVD v živo Certifikacije: - Združene države Amerike: 3x platinasta                                                                                               | - Videospota - V živo s plaže Waikiki - Video jukebox - Galerija fotografij |
| 2001 | Britney: The Videos - Datum izida: 20. november 2001 - V prvih dveh tednih od izida najbolje prodajan DVD v Združenih državah Amerike - 2. DVD v živo Certifikacije: - Združene države Amerike: 2x platinasta                                                                                           | - Videospota - Nastopa v živo - Za prizori - Reklame |
| 2002 | Live from Las Vegas - Datum izida: 22. januar 2002 - V prvih šestih tednih od izida najbolje prodajan DVD v Združenih državah Amerike - 3. DVD v živo Certifikacije: - Združene države Amerike: 2x platinasta - Francija: 1x platinasta (20.000) - Avstralija: 1x platinasta - Argentina: 1x platinasta | - Celotni HBO-jev posebni koncert |
| 2004 | In the Zone - Datum izida: 6. april 2004 - V prvem tednu najbolje prodajan DVD v Združenih državah Amerike - 4. DVD v živo Certifikacije: - Združene države Amerike: 1x platinasta - Francija: 1x platinasta (20.000) - Avstralija: Zlata                                                               | - ABC-jev posebni koncert In the Zone - 2 videospota - 2 nastopa v živo - Intervju - Dodatni CD - Galerija s fotografijami                                                         |
| 2004 | Greatest Hits: My Prerogative - Datum izida: 9. november 2004 - V prvih treh tednih od izida najbolje prodajan DVD v Združenih državah Amerike - 1. DVD z največjimi uspešnicami Certifikacije: - Združene države Amerike: 2x platinasta - Avstralija: 2x platinasta - Argentina: 2x platinasta         | - 20 videospotov - Alternativne verzije nekaterih videospotov - Dodatki - Britneyjina fotomontaža za scenami. - »Toxic« [karaoke verzija] - »I'm A Slave 4 U« [videospot Acapella] |
| 2005 | Britney & Kevin: Chaotic - Datum izida: 27. september 2005 - V prvem tednu najbolje prodajan DVD v Združenih državah Amerike - 1. resničnostni DVD Ocenjeno kot: - Singapur: PG - Avstralija: M - Velika Britanija: 15                                                                                  | - 5 epizod - 2 videospota - Izdelava videospota za pesem »Someday (I Will Understand)« - Dodatni EP - Galerija fotografij                                                          |
| 2009 | Britney: For the Record - Datum izida: 7. april 2009 - V prvem tednu najbolje prodajan DVD v Združenih državah Amerike - 1. dokumentarni DVD | - Celoten dokumentarni film - 6 remixov - Dodatni material |

## Dišave
Britney Spears je svojo prvo dišavo, ki je nastala v sodelovanju z Elizabeth Arden, »Curious«, leta 2004. Dišava je v prvih petih tednih od izida že prodala za 100 milijonov $ izdelkov. Septembra 2005 je izdala svojo drugo dišavo z Elizabeth Arden, »Fantasy«, ki je, tako kot njena predhodnica, požela velik uspeh. Dišava »Curious« je bila imenovana za najbolje prodajano dišavo leta 2004 in je hkrati postala tudi ena izmed najbolje prodajanih dišav vseh časov. Aprila 2006 je v omejeni izdaji izdala tudi dišavo »Curious In Control«. Še istega leta je izdala tudi dišavo »Midnight Fantasy«. 24. septembra 2007 je izšla njena zbirka parfumov, »Believe«, kar je postal njen peti parfum v treh letih. Njen šesti parfum, »Curious Heart«, je izšel januarja 2008. Do danes je prodal 35 milijonov stekleničk. Po svetu je Britney Spears do takrat od prodaje svojih dišav (vsega skupaj so po svetu prodale okoli 850 milijonov stekleničk) zaslužila 1 milijardo $. Decembra 2008 je ob izidu albuma Circus izdala še dva parfuma. 21. maja 2009 so na njeni spletni strani objavili, da je Britney Spears najbolje prodajana slavna osebnost pri parfumih. Od prodaje parfumov, nastalih v sodelovanju z Elizabeth Arden, je dobila 34 % zaslužka. 15. avgusta 2009 je dišava »Curious« prejela nagrado glammy po izbiri občinstva v kategoriji za »najboljši nakup lepotnega sredstva leta 2009« in četrto leto zapored prejela nagrado v kategoriji za »najboljšo dišavo iz drogerije«.
Britney Spears je poleg slavnih osebnosti, kot so Céline Dion, Jennifer Lopez, P. Diddy, Paris Hilton in Hilary Duff, tekmovala za naziv najbolje prodajanega slavnega oglaševalca parfumov in ga nazadnje z 1 milijardo $ globalne prodaje tudi osvojila.
Do danes je Britney Spears z globalno prodajo parfumov zaslužila 1,5 milijarde $, v prvih petih letih prodaje parfumov pa je prodala 1 milijardo stekleničk.
| Leto | Dišava             | Informacije | Dodatki |
| ---- | ------------------ | --- | --- |
| 2004 | Curious            | Datum izida: September 2004 - Najbolje prodajana dišava leta 2004 - Leta 2005 proglašena za »najboljšo žensko dišavo« Slogan: »Si drznete?« | Dodatni CD: 1. »Someday (I Will Understand)« 2. »Someday (I Will Understand)« (remix Hi-Biasa) 3. »Mona Lisa« |
| 2005 | Fantasy            | Datum izida: 15. september 2005 Slogan: »Vsi jo imajo.«                                                                                     | Bonus CD Including: 1. »And Then We Kiss« (remix Junkie XL-a) 2. »Breathe on Me«                              |
| 2006 | Curious In Control | Datum izida: 16. april 2006 Slogan: »Si?«                                                                                                   | Nič |
| 2006 | Midnight Fantasy   | Datum izida: December 2006 Slogan: »Čarovnija se prične ob polnoči.«                                                                        | Nič |
| 2007 | Believe            | Datum izida: 24. september 2007 Slogan: Največja svoboda je verjeti vase.                                                                   | Njen peti glasbeni album, Blackout (samo za dodatnih 50 $)                                                    |
| 2008 | Curious Heart      | Datum izida: Januar 2008 Slogan: »Živite polno.«                                                                                            | Nič |
| 2009 | Hidden Fantasy     | Datum izida: Januar 2009 Slogan: »Kaj morate skriti?«                                                                                       | Nič |
| 2009 | Circus Fantasy     | Datum izida: September 2009 Slogan: »Želite, da vam postane vroče?«                                                                         | Dodatni CD: 1. »Circus« (elektronski remix Juniorja Vazqueza) 2. »Kill The Lights«                            |
| 2010 | Radiance           | Datum izida: September 2010 Slogan: »Izberite svojo usodo«                                                                                  | Dodatni CD, 7. album, 1. »Hold It Against Me« 2. »Till The World Ends«                                        |

## Igrače in igre

### Lutke
Leta 1999 je podjetje Play Along Toys izdalo lutko Britney Spears. To je bil prvi izdan izdelek tega podjetja. Lutka je predstavljala Britney Spears in je vključevala razne obleke, ličila in frizure, uporabljene na njenih koncertih, pa tudi njene fotografije in videospote. Tudi podjetje Yaboom Toys je izdelalo pojočo lutko Britney Spears, ki je »zapela«, ko si pritisnil na njen popek. Izdelali so tudi njeno porcelanasto lutko in več miniaturnih lutk.

### Videoigra
Videoigra Britney's Dance Beat je glasbena igra za enega ali dva igralca, ki vključuje tudi pesmi in nastope Britney Spears. Igralca morata prestati »avdicijo« in se nato udeležiti njene turneje kot plesalca Britney Spears. Igra je temeljila na igri Enix's Dance Summit 2000, tretji iz serije iger Bust a Groove/Move.
Pri igri mora igralec ob začetku glasbe pritisniti na pravi gumb. Simboli za gumbe so urejeni v krogu, na sredi pa je štoparica. Kazalec v štoparici pokaže, kdaj je treba pritisniti nek gumb.
V igro je vključenih pet pesmi: »...Baby One More Time«, »Oops!... I Did It Again«, »Stronger«, »Overprotected« in »I'm a Slave 4 U«. Uspešno igro so nadgradili z »vstopnicami za zaodrje«, ki je vključevala manjšo video fotažo z Britney Spears.
Nekateri prizori iz igre za nekaj časa niso dostopni. Ko opraviš avdicijo in prejmeš vstopnice za zaodrje, se lahko predvaja 360 novih prizorov in prizori izpred scen.
Igra vključuje tudi razne remixe med prizori izpred scen, meniji in drugimi dodatki. Med dodatki se predvajajo tudi razne fotomontaže.
Igra istega imena je izšla tudi na PlayStationu 2, Game Boy Advanceu in navadnih računalnikih.

### Igra za mobitel
Igro za mobitel, naslovljeno kot »Pustolovščine Britney Spears« (»Adventures of Britney Spears«) sta izdelali podjetji Qplaze-RME in Sony BMG. Njeno izdelavo so potrdili decembra 2005, vendar je nikoli niso uradno izdali. Kljub temu so izdali fotografije in posnetke iz igre.

## Britney Spears za Candiejevo kolekcijo
Marca 2009 je Britney Spears oznanila, da je nov obraz branda z oblačili, imenovanega Candie's, ki je izdeloval obleke za najstnike in prednajstniške otroke. Potem, ko je bila obraz branda že dve leti, so oznanili, da bo tudi oblikovala omejeno kolekcijo oblačil za brand Candie's, ki bo izšla v sredi tistega leta. 1. julija 2010 so izdali linijo njenih oblačil, ki so stala med 14 $ in 78 $. V intervjuju s spletno stranjo InStyle Magazine je Britney Spears oznanila, da bodo nekaj oblačil iz linije ponovno izdali septembra ali oktobra in da bi zelo rada ponovno oblikovala.